# Guillaume Bresson
Guillaume Bresson, né le 15 janvier 1982 à Toulouse,  est un artiste peintre français.
Diplômé des Beaux-Arts de Paris en 2007, il vit et travaille à New York. Il se fait connaître à partir de 2010 avec sa peinture figurative de scènes de violence urbaine.

## Parcours artistique
Le travail de Guillaume Bresson s’appuie sur la technique de la grisaille et sur le répertoire classique de l’expression des passions, en s’inspirant notamment des compositions de Nicolas Poussin, pour mettre en place des tableaux d'histoire contemporaine qui traitent de la violence urbaine et sociale.
Chaque posture, geste ou expression fait pour Bresson l'objet d'un travail préparatoire minutieux. Le caractère théâtral de ses tableaux, comparable aux poses exagérées de Jeff Wall, met à distance la réalité, et conduit à l'appréhender différemment, non comme de l'actualité, mais comme une histoire en train de se faire.
En 2010, ses œuvres trouvent une première reconnaissance publique avec les expositions au Palais de Tokyo et au musée d'Art moderne de Paris.

## Expositions (sélection)
- 2007 : Galerie Lacen, Paris
- 2008 :
  - « Tandem 2 », Espace Croix-Baragnon, Toulouse
  - Bourouina Gallery, Berlin
  - « Dix-7 en Zéro-7 », École des beaux-arts, Paris
  - « La dégelée Rabelais », musée-bibliothèque Pierre-André-Benoit, Alès
- 2009 : « Presentation », Espace Sorry We’re closed, Bruxelles
- 2010 : 
  - « Dynasty », musée d'Art moderne de Paris, Palais de Tokyo, Paris
  - Galerie Nathalie Obadia, Paris
- 2012 : Galerie Nathalie Obadia, Paris
- 2015 : Festival d'Avignon, église des Célestins, Avignon
- 2016 : Nouveaux commanditaires, Red Star FC, Saint-Ouen
- 2017 : Residency Unlimited, New York
- 2018 : « L’esprit souterrain », Domaine Pommery, Reims
- 2019 : 
  - Galerie Nathalie Obadia, Paris
  - « Les enfants du Paradis », MUba Eugène-Leroy, Tourcoing
  - « Momentum », Institut français, Alliance française, New York
- 2020 : Lauréats du prix de peinture de la Fondation Simone et Cino Del Duca, Institut de France, Paris
- 2023 : « Immortelle. Vitalité de la jeune peinture figurative française » (exposition collective), MO.CO., Montpellier[6]
- 2025 : « Versailles », château de Versailles[7], avec la galerie Nathalie Obadia

### Presse
- Analyse exhaustive du parcours artistique de Guillaume Bresson sur le site de Mediapart, le 28 novembre 2014

### Radio
- France Culture, « Guillaume Bresson », Par les temps qui courent, 2019